# Hip-hop slang
Der findes flere generationer af rapmusikere, hvormed der findes flere generationer af hip-hop slang. L.O.C. og Niarns brug af ordet ho har været kritiseret af forfatter Hanne Vibeke Holst.

## Eksempler
| Ord                     | Betydning                                                                     |
| ----------------------- | ----------------------------------------------------------------------------- |
| Araba                   | En bil (tyrkisk)                                                              |
| Bash                    | Unormalt påvirket af rusmidler                                                |
| Biter                   | En person der stjæler en andens stil                                          |
| Bjarne                  | Politibetjent (nu)                                                            |
| Boozer                  | Drikker                                                                       |
| Boozer på noget jackson | Drikker Jack Daniels                                                          |
| Bræt                    | Xanax                                                                         |
| Chopper                 | Skarpladt våben (tidligere), kniv (nu)                                        |
| Chuba cabana            | Eksotiske blunts                                                              |
| Dauda                   | Forfølgelse af drømme også navnet på en app som kan benyttes som slang ordbog |
| Deft                    | Cool                                                                          |
| Dony Mondana            | Tony Montana ("Scarface")                                                     |
| Erling                  | Politibetjent (tidligere)                                                     |
| Ganja                   | Marijuana                                                                     |
| Ganja, der larmer       | Marijuana, der giver psykose                                                  |
| Göt                     | Røv                                                                           |
| Knokel                  | At være meget påvirket af rusmidler                                           |
| Køle                    | Slappe af                                                                     |
| Mad daler for O         | Mange penge for ingenting                                                     |
| Parallelparkering       | At tjene penge uden at gøre noget for det                                     |
| Parrash Obama           | Sorte penge                                                                   |
| Para                    | Penge                                                                         |
| Para bobler             | Økonomisk fremgang                                                            |
| Posen                   | Slænget (taget fra det engelske posse)                                        |
| Schlap af en movie      | Folk overdriver                                                               |
| Schnigeren              | Snu type                                                                      |
| Shufi                   | Kokain                                                                        |
| Sjoller                 | Taber                                                                         |
| Skufle                  | Kikset/falsk person                                                           |